# むかいさとこ
むかい さとこ（1975年7月5日 - ）は、日本のフリーアナウンサー、女優。ライターズ・カンパニー所属。本名は清水 佐都子（しみず さとこ）、旧姓・旧芸名は向井 佐都子（むかい さとこ）。

## 略歴
大阪府泉佐野市出身。日本大学芸術学部在学中に、朗読を西澤實に師事。劇団文学座に籍を置き、森本薫の戯曲を題材にした『女の一生』で布引けいなどを演じた。
大学を卒業後、1999年に福島テレビのアナウンサーになる。同局在籍中には向井佐都子名義で活動し、主に情報番組やナレーションを担当した。
2005年春に福島テレビを退社。セント・フォース所属のフリーアナウンサーになり、局アナ時代に中継リポーターを務めていたフジテレビ『めざましテレビ』に引き続き出演。めざまし調査隊メンバーを経てフィールドキャスターとなり、全国のニュース現場に足を運んでのリポート・中継を行った。2007年1月から3月には第19回内閣府世界青年の船に日本代表として乗船し、ロシア、エジプト、イエメン、オマーン、ソロモン諸島など11か国の内閣府選抜の代表青年たちと南半球を回り、ニュージーランド、オーストラリア、バヌアツなどで国際交流を行った。
後にセント・フォースを離れて独立。2007年には、芸名をすべて平仮名表記のむかいさとこに改めた。2008年には執筆活動とプロデュース業も開始し、女優としても活動している。
2008年2月、クリスピー・クリーム・ドーナツ・ジャパン執行役員の清水元承と結婚した。

## 出演

### 福島テレビ時代に出演した番組
- サタデーふくしま - 司会（1999年10月 - 2002年3月）
- 新春女子アナスペシャル（フジテレビ、2002年頃[いつ?]）
- Lばんテレポート - リポーター、「Lばん こおりやま」17時台キャスター（2002年度）
- Lばんスーパーニュース - キャスター（2003年度・2004年度）
- めざましテレビ（フジテレビ） - 「天気のつぼ」担当（2003年度・2004年度）、「アミーゴ伊藤のわがままジャーニー」中継リポーター（2003年度・2004年度）、中野美奈子の代役（2004年度夏）
- FNS27時間テレビ みんなのうた（2003年6月29日） - FNS女子アナ家族対抗歌合戦
- めざましテレビ公認 わがまま!気まま!旅気分（BSフジ、2004年以前頃[いつ?]）

### フリー転向後に出演した番組
- めざましテレビ（フジテレビ） - 「走れ！走れ！めざまし調査隊」担当（2005年度前期）、フィールドキャスター（2005年度後期・2006年度）
- 石川さん情報Live リフレッシュ（石川テレビ） - 「侵略！石川星人」のコーナーに2008年春から数年間[いつまで?]出演
- トライアスリート西内洋行のからうご（福島テレビ、2009年2月 - ）
- デーブ＆克弥のおもしろくてゴメン！（TOKYO MX ほか、2009年10月 - ）
- NHK国際放送局放送番組 - ナレーター
- しあわせドキュメント 結婚までの1週間（BS朝日、2008年6月4日・6月8日）[1]
- 鶴太郎の心に描くふるさと（BS日テレ/福島中央テレビ、2008年春）[2]
- 生きる×2 福島テレビ制作回「雨にも負けず 風にも負けず」（テレビ朝日、2009年7月）
- 山本博と考える〜高レベル放射性廃棄物と地層処分（BSフジ ほか、2010年3月）

### テレビドラマ
- 純と愛（NHK大阪放送局、2012年） ‐ 新井民子 役
- ごちそうさん（NHK大阪放送局、2013年） ‐ 関口先生 役
- あさが来た（NHK大阪放送局、2016年） - 教師 役
- べっぴんさん（NHK大阪放送局、2016年） - 保母 役

## 受賞歴
福島テレビ入社1年目でFNSアナウンス大賞最優秀新人賞を受賞。その後は、FNSドキュメンタリー大賞「ただいまガンと同居中」でのナレーションでトップの賞をとるなど、6年連続で入賞した。
- FNSアナウンス大賞
  - 1999年度・最優秀新人賞（最年少での受賞） - 作品「むかいさとこの福島再発見」
  - 2000年度・番組部門ブロック賞 - 作品「知って得する テーブルマナー」
  - 2001年度・ナレーション部門アナウンス賞（同部門としては最年少での受賞） - 作品「ドキュメンタリー・ただ今ガンと同居中」
  - 2002年度・番組部門ブロック賞 - 作品「ライブ本日快店・マンハッタンダイニング」生中継
  - 2003年度・番組部門アナウンス賞 - 作品「めざましテレビ『天気のつぼ・雪うさぎ』」
- めざましテレビ・中継 2004年度最優秀賞 - 作品「しぶき氷」